# 池田暁 (監督)
池田 暁（いけだ あきら、1976年1月11日 - ）は、日本の映画監督。東京都出身。

## 来歴
自主映画から映画界に入る。2007年に『青い猿』でぴあフィルムフェスティバルに入選。2013年に自主の長編作『山守クリップ工場の辺り』を撮影、海外の映画祭で複数賞を得た。
その後、2016年に映画産業振興機構の「ndjc若手映画作家育成プロジェクト」に参加する。『化物と女』で最終コンペ5本に入ったのは2年目の2017年（発表は2018年）だった。それに先立ち、2017年『うろんなところ』を発表。
映画産業振興機構の長編企画で『きまじめ楽隊のぼんやり戦争』を制作し、2020年に映画祭で上映されたのち、2021年3月に劇場公開された。

## 監督作品
- 山守クリップ工場の辺り（2013年）
- うろんなところ（2017年）
- 化け物と女（2018年）[2]
- きまじめ楽隊のぼんやり戦争（2020年、公開は2021年3月）[2][1]。